# Regione di Pavlodar
La regione di Pavlodar è una regione del Kazakistan nordorientale, ai confini con la Russia (Kraj di Altaj e oblast' di Omsk e Novosibirsk). Confina inoltre con le regioni kazake di Aqmola, Qaraǧandy, del Kazakistan Settentrionale e Orientale.
Il territorio regionale, fra i più piccoli a livello nazionale, si estende su una zona pianeggiante tagliata a metà nel senso della lunghezza (sudest-nordovest) dal corso del fiume Irtyš; la parte sudoccidentale è interessata invece dalle Alture del Kazakistan.
La regione ha clima freddo, dalle caratteristiche molto più simili a quelle della Siberia sudoccidentale con la quale confina; di conseguenza la vegetazione è costituita dalla steppa (steppa di Kulunda, per la maggior parte in Russia).
La presenza umana è trascurabile: la densità abitativa media è di poco superiore ai 6 abitanti/km²; le città principali sono il capoluogo Pavlodar, Ekibastūz, Aqsu, e raccolgono più di metà della popolazione.

## Distretti
La regione è suddivisa in 10 distretti (audan) e 3 città autonome (qalasy): Aqsu, Ekibastūz e Pavlodar.
I distretti sono:
- Aqqu
- Aqtoǧaj
- Baânauyl
- Ertis
- Maj
- Pavlodar
- Qašyr
- Šarbaqty
- Uspen
- Zhelezin